# Библиотека Сарагосского университета
Библиотека Университета Сарагосы (BUZ) — это система библиотек Университета Сарагосы. Отвечает за управление информационными ресурсами и связанную с этим деятельность в области обучения, преподавания, научных исследований и непрерывного образования. Основная цель - работа по увеличению, сохранению, распространению и доступности информационных ресурсов как участника процесса создания знаний.
Структура, функции, ценности и цели библиотеки определены в их политике и руководстве по услугам, а также в их стратегическом плане, последний из которых создан в 2021-2024 годы.
В состав библиотеки университета входят 19 центральных библиотек и библиотек университетского городка в дополнение к административному центру, а также другие дополнительные библиотеки, включенные в состав в результате соглашений со сторонними учреждениями.

## История
Официальное открытие библиотеки Университета Сарагосы произошло 17 ноября 1796 года, когда был открыт доступ публики к фондам. Создание библиотеки было результатом просветительской и образовательной политики короля Карла III, который королевским указом от 14 марта 1759 года распорядился создать библиотеки во всех университетах королевства.
К сожалению, развитие библиотеки было прекращено в результате войны за независимость Испании. 4 августа 1809, во время второй осады города французскими войсками, здание библиотеки было разрушено. Восстановление начинается после войны, но отсутствие существенного финансирования сделала этот процесс длительным. Это положило начало развития мобильной библиотеки, что стало частью ее самобытности. Библиотека была без постоянного здания в течение всего XIX-го века и большей части ХХ-го века.
Повторное официальное открытие библиотеки произошло в 1849 году. К концу XIX века библиотека разделилась на три секции: Главная/Университетская библиотека, библиотека медицины и науки и исторический архив. Данные фонда были подразделены в начале 20-го века.
Во время Гражданской войны в Испании многие традиционные библиотечные функции были вытеснены установлением про-Франковской идеологии и культурными репрессиями. Данная деятельность включала в себя обеспечение войск книгами и другими материалами (Servicio de Lectura al Soldado) и организации комиссий по очистке библиотек в Университета Сарагосы от произведений, запрещенных фашистским государством. В период правления Франко строительство района Ciudad Universitaria (университетский город) потребовало постепенного перемещения нескольких отделов библиотеки. Колледжи литературы и философии, наук, права и медицины, а также соответствующие библиотеки были перенесены в новый кампус. Большинство архивов и исторических материалов были перенесены в здание "Писем и философия", но часть коллекции все еще находилась внутри часовни Цербуны XVT века, когда произошло ее самопроизвольное разрушение 6 мая 1973 года. Данное происшествие было связано со ухудшением состояния здания и пренебрежением к данному факту руководством университета.
После утверждения Закона о реформе университета в 1984 году были утверждены новые демократические подзаконные акты и библиотека начала восстанавливаться. Это было началом периода перемен, который включал значительное увеличение численности персонала и строительство новых библиотечных зданий для Колледжа экономики и бизнеса (1996 год) и Колледжа литературы и философии/искусств и литературы (2003 год). Библиотека начала прогрессивную реорганизацию своих коллекций, отошедшую от традиционного фрагментарного характера, сохранив при этом при этом децентрализацию отдельных колледжей. Процесс автоматизации каталога и развития электронной библиотеки проходил с 1995 года по начало XXI века.
В 1984 году, в год 400-летия университета, Главная библиотека была перенесена в недавно отреставрированное и модифицированное здание, спроектированное Рикардо Магдаленой (архитектором и дизайнером, уроженцем Сарагосы), которое было построено для размещения колледжей медицины и науки. В 2011 году главная библиотека, связанные с ней службы и Европейский Центр документации вернулись в главный зал. Старый читальный зал теперь служит выставочным пространством для коллекции "Библиотеки Сарагосского университета". Этот шаг последовал за полным восстановлением помещения, которое началось в 2006 году.

## Структура
Библиотека Сарагосского университета - это единая библиотечная система, включающая многие учреждения и управляемая библиотечной комиссией.

## Фонды и коллекции

### Фонды библиотеки Университета Сарагосы
Библиотека Университета Сарагосы включает в себя самые важные библиотечные фонды всего Арагона. Он содержит более 1 миллиона томов в различных форматах и на различных носителях и обеспечивает доступ к более чем 20 000 онлайн журналам и базам данных, соответствующим областям обучения в университете; доступ к онлайн ресурсам возможен из 24 точек доступа в учебных корпусах на территории кампуса. Через Roble, онлайн-каталог, пользователи могут узнать, что доступно в библиотеке,и подписаться на получение обновлений по вновь приобретенным изданиям. С 2013 года инструмент поиска Alcorze позволяет пользователям одновременно выполнять поиск по каталогу библиотеки, цифровому репозиторию и базам данных подписки.

### Хранилища
В рамках своей деятельности по сохранению знаний университет сохраняет коллекции, содержащие материалы, имеющие значительную внутреннюю или историческую ценность. Большая часть данных коллекций находятся в главной библиотеке. В силу своей уникальности эти материалы хранятся в специальном блоке коллекций с дополнительными ограничениями. Многие из этих материалов доступны через цифровые архивы Университета Сарагосы.
Основные элементы коллекции включают 416 рукописей, датированных XV-XIX веками, 406 инкунабул и важную коллекцию печатных работ с XVI-XVIII веков. Кроме того, существует широкий спектр публикаций от научно-ориентированных и культурных учреждений со всего Арагона.
Проект BIVIDA (цифровая библиотека Арагонского права) предоставляет оцифрованные копии многих работ по арагонскому праву, хранящихся в библиотеке Университета Сарагосы.

## Сервисы
Библиотека предоставляет различные услуги, включая использование своих коллекций, пространства для академического обучения, изучения и исследования, информационно-пропагандистские услуги, справочные услуги и обучение.

### Доступ к фондам
- Просмотр и использование в библиотеке
- Абонемент: дополнительно книги можно брать на дом, пользователи могут продлить пользование книгой, продлить абонемент и т.п. через онлайн систему.
- Доступ к электронным ресурсам и онлайн-сервисы

### Помещения и оборудование для академического обучения, учебы и научных исследований
- Доступ к пространствам и оборудованию, включая классные комнаты, Wi-Fi, учебные комнаты, копировальные услуги и компьютеры общего доступа

### Коммуникации
Библиотека Сарагосского университета использует следующие методы для обмена соответствующей информацией с пользователями о самой библиотеке, предоставляемых услугах, ресурсах и деятельности. Эти методы также служат для направления мнений и предложений пользователей:
- Новости: библиотека использует свою веб-страницу, для публикации последних обновлений о расписаниях, лекциях, семинарах и т. д., а также для предоставления профессиональной информации для библиотекарей. Блог библиотеки, Tirabuzón, используется для общения и взаимодействия с университетским сообществом и всеми, кто интересуется тем, что нового и примечательного в библиотечном мире.
- Выставки: Библиотека делится своими историческими коллекциями посредством выставок в историческом читальном зале главной библиотеки и в других отраслевых библиотеках.
- Web 2.0: библиотека Университета Сарагосы создала страницы в социальных сетях, для лучшего взаимодействия пользователей со своими фондами; страница Facebook, учетная запись X, доска Pinterest, учетные записи на Slideshare, Flickr и Instagram и канал YouTube.

### Управление коллекциями
- Курсовые материалы для различных программ получения ученых степеней
- Научно-исследовательские пособия библиотечного фонда и службы поддержки научных исследований

### Доступ
- Межбиблиотечные обмены и копирование по запросам

### Справочная служба
- Как общие, так и специализированные справочные службы предоставляются лично, по телефону и в электронной форме.

### Правила библиотек
- Общая инструкция, специализированная инструкция по запросу
- Правила предоставления информации

## Открытый доступ в университете Сарагосы
С 2008 года библиотека Университета Сарагосы является активным сторонником политики открытого доступа через цифровое хранилище Zaguán.
Zaguán предоставляет доступ к широкому спектру оцифрованных документов из архивов библиотеки, включая научные статьи, книги, диссертации, отчеты, препринты и личные архивы завещанные или подаренные библиотеке, например, поэтом Мигелем Лабордета.

## Награды
В 2011 году библиотека получила премию EFQM (European Foundation for Quality Management) Excellence Award 400+ за свою систему управления, основанную на критериях модели EFQM Excellence. Этот рейтинг был обновлен в 2013 году, 2015 и 2018 годах. Кроме того, в 2012 году Институт развития Арагона присвоил библиотеке рейтинг Club Empresa 400 и наградил премией "За выдающиеся достижения в бизнесе в 2013 году".

## Внешние ссылки
- Universidad de Zaragoza
- Biblioteca de la Universidad de Zaragoza (BUZ)
- Metabuscador Alcorze
- Zaguán: Repositorio Digital de la Universidad de Zaragoza
- La BUZ en las Redes Sociales